# Giovanni della Rovere
Giovanni della Rovere (Savona, 14 gennaio 1457 – Roma, 6 novembre 1501) è stato un condottiero e politico italiano rinascimentale, duca di Sora.

## Biografia

### Signore di Senigallia e del vicariato di Mondavio

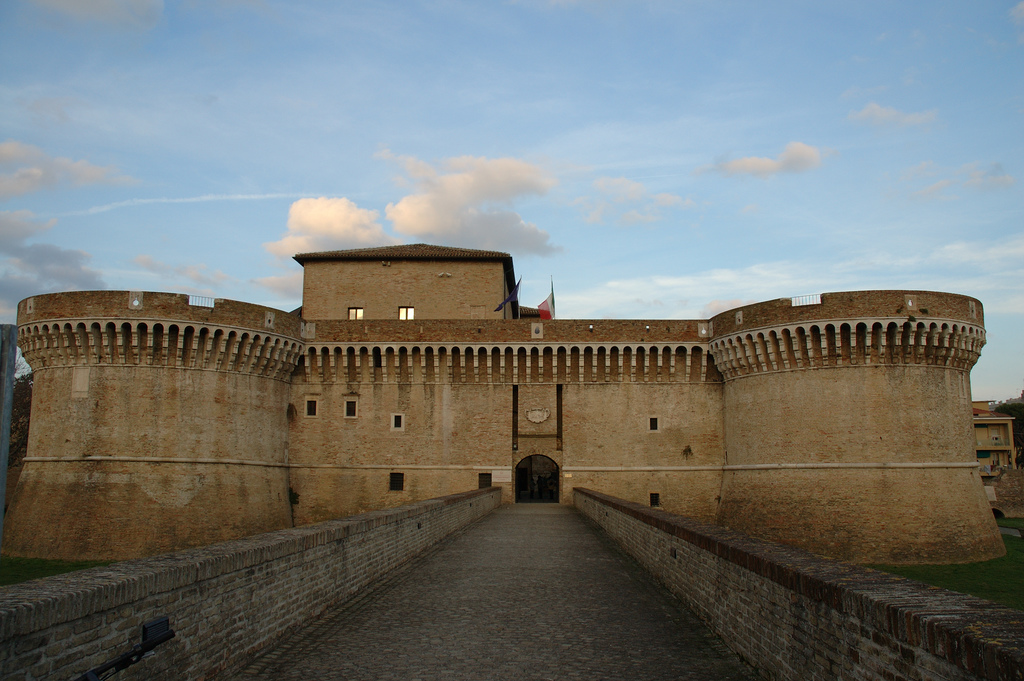
Rocca Roveresca di Senigallia

Giovanni della Rovere, nipote del papa Sisto IV (Francesco della Rovere), nel 1474 fu nominato, grazie allo zio, signore di Senigallia e del vicariato di Mondavio. Fu prefetto di Roma (comandante delle truppe ordinarie per la difesa della città), duca di Sora e di Arce. Era figlio di Raffaello e di Teodora Manirolo (di origini greche), genitori anche del cardinale Giuliano della Rovere, poi papa Giulio II. Giovanni divenne genero di Federico da Montefeltro sposando la figlia di questi, Giovanna, e inaugurò la linea dinastica Montefeltro della Rovere, sovrana del ducato di Urbino fino al 1631 ed estintasi nel 1694 con la morte di Vittoria, granduchessa di Toscana.

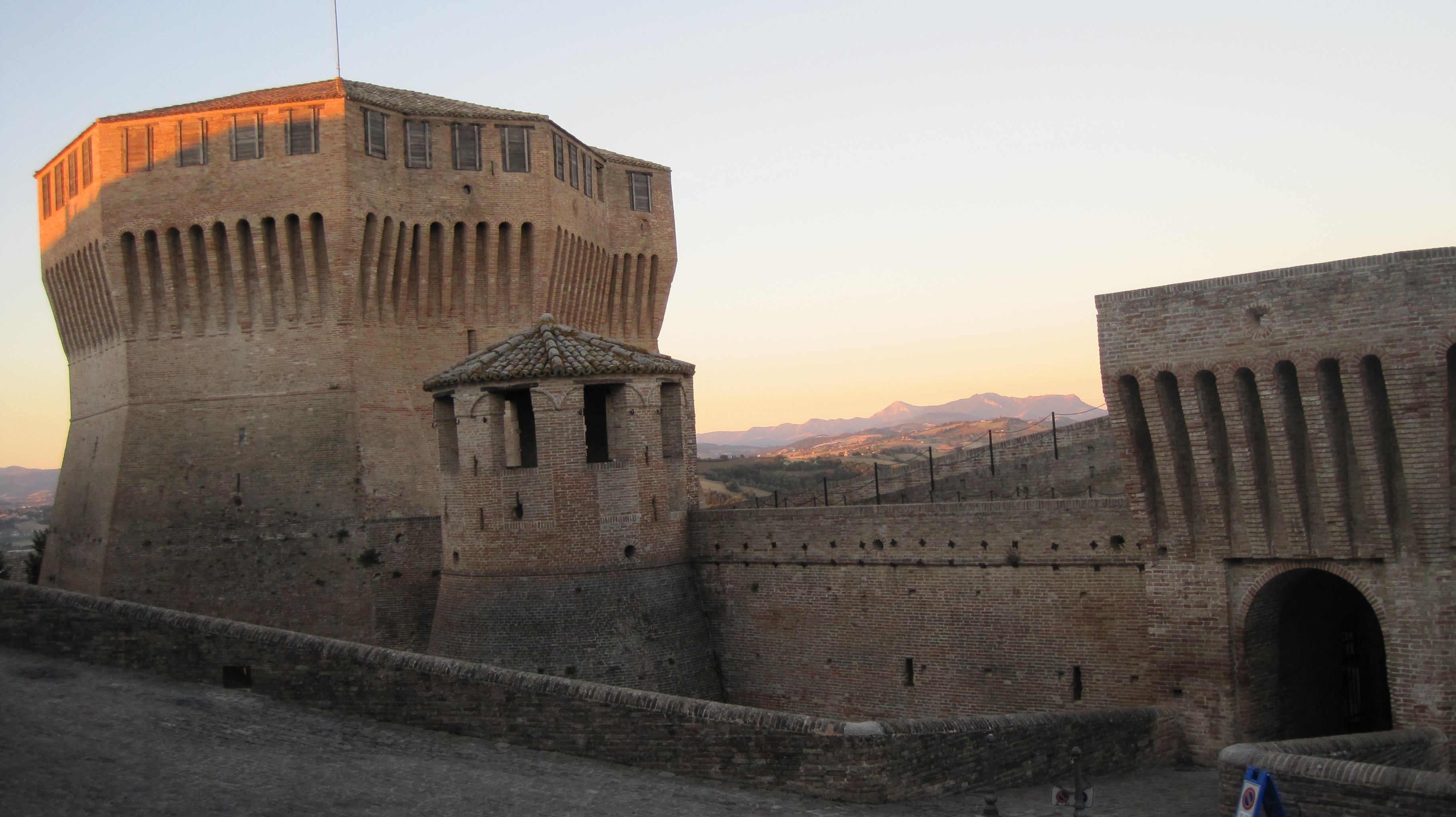
Rocca Roveresca di Mondavio

Giovanni della Rovere è ricordato, inoltre, per essere stato capitano generale della Chiesa e al suo nome sono legate la costruzione della rocca roveresca di Senigallia e di Mondavio nonché le fortificazioni di Mondolfo.

### Duca di Sora

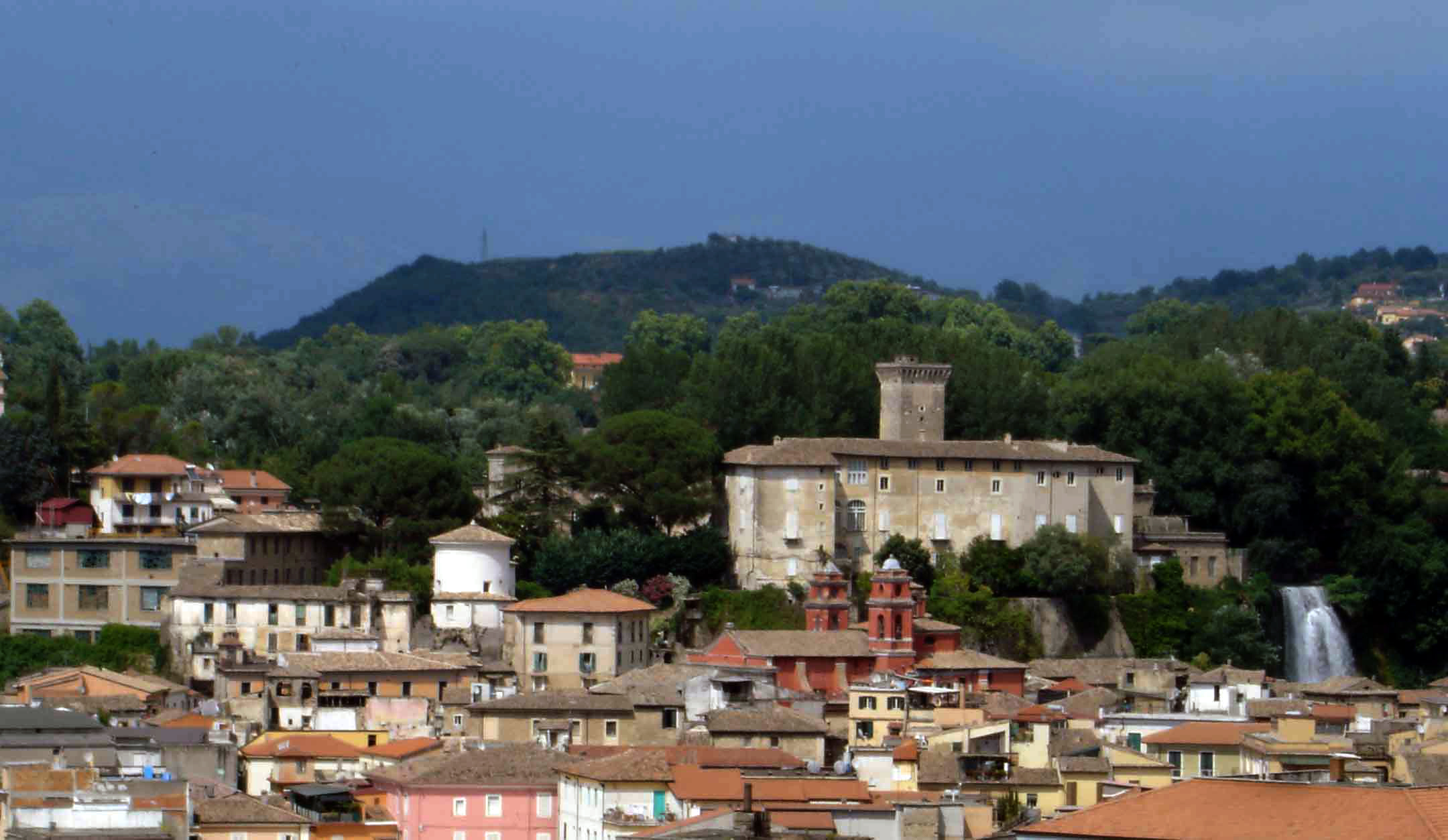
Castello di Isola del Liri nel ducato di Sora

L'importanza politica del ducato di Sora emerse con Giovanni della Rovere, quando, a seguito della battaglia di Fornovo, Carlo VIII di Francia, incoronato re di Napoli, fu sconfitto dal partito aragonese. A seguito di ciò fu organizzato a Isola di Sora da nobili abruzzesi e laziali, una congiura contro il potere aragonese restaurato, per riproporre il dominio francese sul regno di Napoli e decentrare ulteriormente i poteri feudali nella valle del Liri. I protagonisti di quest'incontro furono Graziano de Guerres, capitano di Carlo VIII negli Abruzzi, Giovanni Paolo Cantelmi, Giovanni della Rovere, Federico di Monfort e Giovanbattista Caracciolo. L'ascesa al potere dell'imperatore Carlo V d'Asburgo in Europa decretò il fallimento della cospirazione, lasciando però le tracce di una debole resistenza politica al dominio spagnolo che rafforzò il legame di Sora con le politiche nazionali pontificie.

### Carriera militare
La città fu anche base logistica delle spedizioni militari volte a riaffermare i diritti francesi sulla Campania e sugli Abruzzi, che intraprese Giovanni della Rovere, tra il 1494 e il 1501 (anno della sua morte). Duca di Sora e di Arce, signore di Senigallia, con Giovanni Paolo Cantelmi allestì un esercito di fanteria e cavalleria per attaccare le truppe aragonesi insediate all'Aquila degli Abruzzi; conquistò la città dopo aver sconfitto anche la postazione filoaragonese di Bartolomeo d'Alviano che aveva occupato Tagliacozzo per difendere i confini settentrionali.
Nel 1495 conquistò Ceprano, Montecassino e la Terra di San Benedetto (divenuta commenda di Giovanni de' Medici),  portando il territorio ducale alla sua massima estensione.. Nel 1496 difese la valle del Liri dall'assedio di Prospero Colonna e Federico I di Napoli, perdendo però i domini di Esperia e Monte San Giovanni Campano, e, per un breve periodo, anche Arce, finché papa Alessandro VI non riconfermò i suoi titoli di prefetto di Roma e duca di Sora.

### Morte
Giovanni morì a Roma il 6 novembre 1501, all'età di 44 anni, e fu sepolto nella chiesa di Santa Maria delle Grazie (Senigallia).

## Discendenza

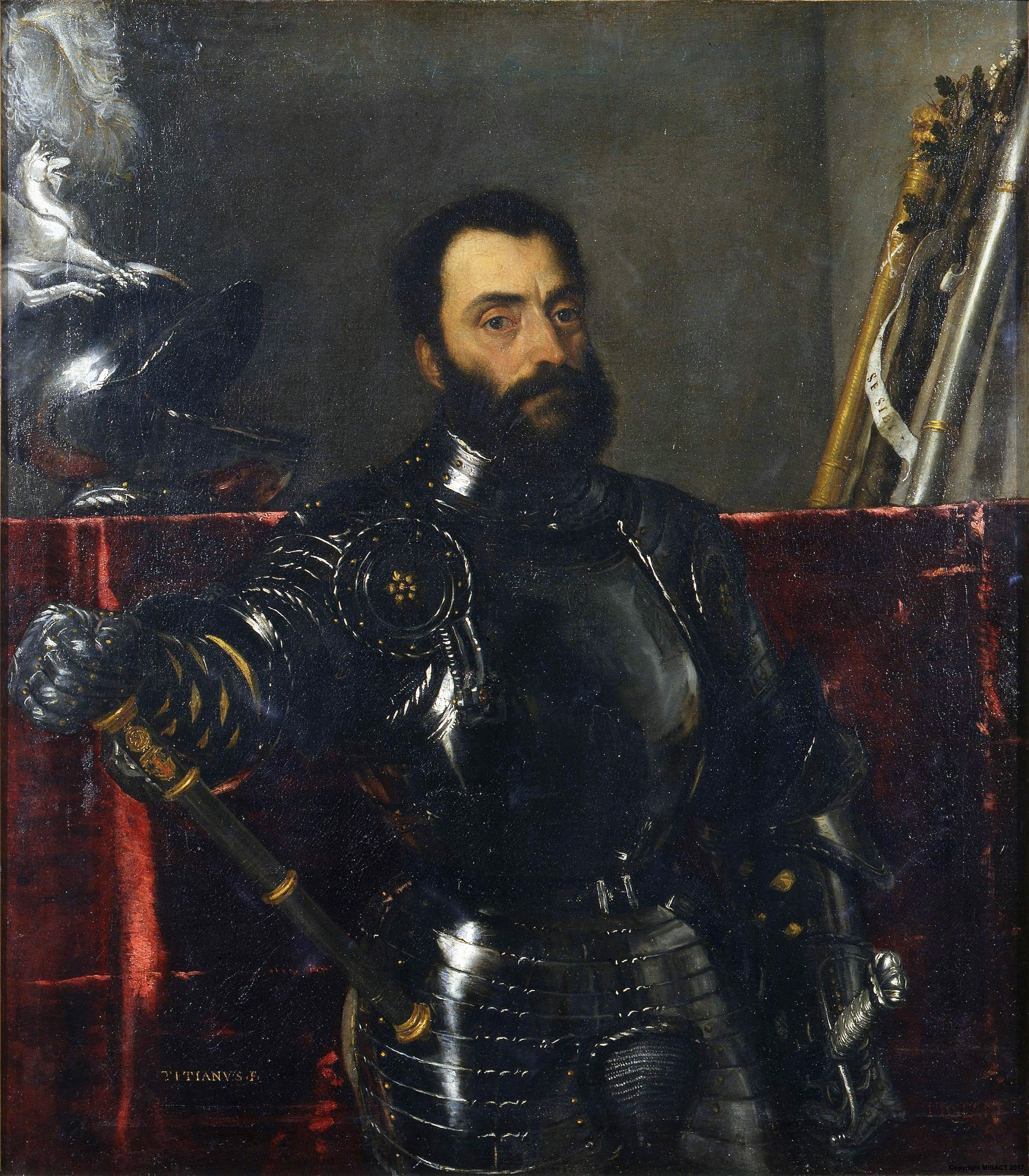
Francesco Maria I

Da Giovanna da Montefeltro ebbe sei figli:
- Maria Giovanna (1482 - 1538), che sposò in prime nozze nel 1497 Venanzio da Varano, signore di Camerino, poi in seconde nozze nel 1504 Galeazzo Riario della Rovere Sforza, senatore di Bologna, figlio di Caterina Sforza;
- Girolama (1483 - 1501);
- Federico (morto in tenera età il 7 luglio 1484);
- Beatrice (1488 - c. 1513), monaca clarissa a Urbino;
- Francesco Maria (22 marzo 1490 - 20 ottobre 1538), consorte di Eleonora Gonzaga, fu duca di Urbino (1508-1538), succedendo allo zio materno Guidobaldo I da Montefeltro, che, privo di prole, lo aveva adottato;
- Costanza (1492 - 1507)

## Ascendenza
|                                        |   |                   | Genitori          |  |  | Nonni |  |  | Bisnonni |  |  | Trisnonni |  |
|                                        |   |                   |                   |  |  |       |  |  | …        |  |  | …         |  |
|                                        |   |                   |                   |  |  |       |  |  | …        |  |  | …         |  |
|                                        |   | …                 |                   |  |  |       |  |  | …        |  |  |           |  |
| Leonardo Beltramo della Rovere         |   |                   |                   |  |  |       |  |  | …        |  |  |           |  |
|                                        |   | …                 | …                 |  |  |       |  |  |          |  |  |           |  |
|                                        |   | …                 | …                 |  |  |       |  |  |          |  |  |           |  |
|                                        |   | …                 | …                 |  |  |       |  |  |          |  |  |           |  |
| Raffaello della Rovere                 |   | …                 |                   |  |  |       |  |  |          |  |  |           |  |
|                                        |   | Giovanni Monleone | Giovanni Monleone |  |  |       |  |  |          |  |  |           |  |
|                                        |   | Giovanni Monleone | Giovanni Monleone |  |  |       |  |  |          |  |  |           |  |
|                                        |   | Giovanni Monleone | …                 |  |  |       |  |  |          |  |  |           |  |
| Luchina Monleone                       |   | Giovanni Monleone |                   |  |  |       |  |  |          |  |  |           |  |
|                                        |   | Caterina Cipolla  | …                 |  |  |       |  |  |          |  |  |           |  |
|                                        |   | Caterina Cipolla  | …                 |  |  |       |  |  |          |  |  |           |  |
|                                        |   | Caterina Cipolla  | …                 |  |  |       |  |  |          |  |  |           |  |
| Giovanni della Rovere, II duca di Sora |   | Caterina Cipolla  |                   |  |  |       |  |  |          |  |  |           |  |
|                                        | … | …                 |                   |  |  |       |  |  |          |  |  |           |  |
|                                        | … | …                 |                   |  |  |       |  |  |          |  |  |           |  |
|                                        | … | …                 |                   |  |  |       |  |  |          |  |  |           |  |
| Giovanni Manirolo                      | … |                   |                   |  |  |       |  |  |          |  |  |           |  |
|                                        |   | …                 | …                 |  |  |       |  |  |          |  |  |           |  |
|                                        |   | …                 | …                 |  |  |       |  |  |          |  |  |           |  |
|                                        |   | …                 | …                 |  |  |       |  |  |          |  |  |           |  |
| Teodora Manirolo                       |   | …                 |                   |  |  |       |  |  |          |  |  |           |  |
|                                        |   | …                 | …                 |  |  |       |  |  |          |  |  |           |  |
|                                        |   | …                 | …                 |  |  |       |  |  |          |  |  |           |  |
|                                        |   | …                 | …                 |  |  |       |  |  |          |  |  |           |  |
| …                                      |   | …                 |                   |  |  |       |  |  |          |  |  |           |  |
|                                        |   | …                 | …                 |  |  |       |  |  |          |  |  |           |  |
|                                        |   | …                 | …                 |  |  |       |  |  |          |  |  |           |  |
|                                        |   | …                 | …                 |  |  |       |  |  |          |  |  |           |  |
|                                        |   | …                 |                   |  |  |       |  |  |          |  |  |           |  |